# Dulanchibat
Dulanchibat är en ö i Eritrea. Den ligger i den nordöstra delen av landet, 160 km öster om huvudstaden Asmara. Arean är 1,7 kvadratkilometer.
Terrängen på Dulanchibat är mycket platt. Öns högsta punkt är 13 meter över havet. Den sträcker sig 1,4 kilometer i nord-sydlig riktning, och 2,2 kilometer i öst-västlig riktning.